# M18 Claymore
La M18A1 Claymore es una mina antipersona direccional usada por las Fuerzas Armadas de los Estados Unidos desde la guerra de Vietnam. Fue diseñada entre 1952 y 1956 principalmente por Norman A. Macleod, quien le puso el nombre en honor a una gran espada escocesa.
A diferencia de una mina terrestre convencional, la Claymore es direccional y activada por control remoto, de forma que cuando es detonada dispara una lluvia de bolas metálicas hacia una zona determinada (zona de muerte) de forma similar a una escopeta. Es usada principalmente como dispositivo anti-infiltración contra infantería enemiga.
Muchos países utilizan minas similares a la Claymore. Como ejemplos se incluyen los modelos MON-50, MON-90, MON-100, MON-200 de la antigua Unión Soviética, MRUD de Serbia, MAPED F1 de Francia y Mini MS-803 de Sudáfrica.

## Descripción

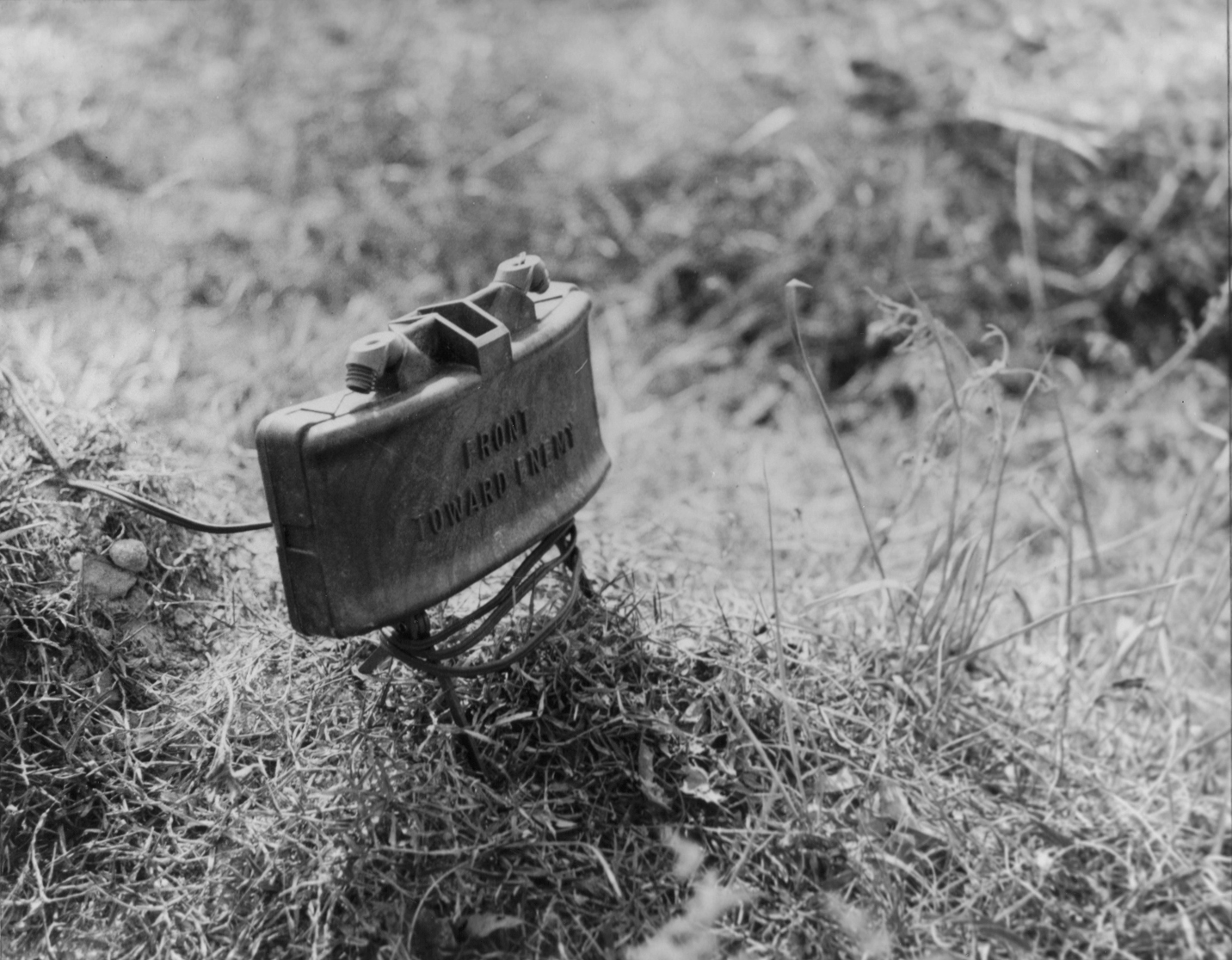
Mina Claymore colocada y con cable detonador.

La M18A1 Claymore tiene el tamaño de un ladrillo pequeño (216×124×38 mm) y pesa poco más de 1,5 kg. Tiene una carcasa de plástico verde (azul en la versión de entrenamiento) horizontalmente convexa, cuya forma fue resultado de experimentar la distribución óptima de sus fragmentos a una distancia de 50 metros. En la parte frontal de la mina está inscrita la frase «FRONT TOWARD ENEMY» (frente hacia el enemigo). Cuenta en la parte inferior con un par de patas de tijera para poder colocar la mina en el suelo verticalmente. En la parte superior se encuentran las dos entradas para el detonador, a ambos lados de la mina, en ángulo de 45º.
Internamente la mina contiene una capa de explosivo C-4 (680 gramos) tras una matriz de unas 700 bolas de acero de 3,2 mm de diámetro fijadas con resina epoxi.
Cuando la M18A1 es detonada, la explosión proyecta la matriz de bolas hacia adelante a una velocidad de 1.200 m/s (al mismo tiempo que rompe en fragmentos individuales) formando una nube de proyectiles con forma de abanico de 60° que alcanza casi 2 m (6,5 pies) de altura y 50 m de anchura a una distancia de 50 m. La fuerza de la explosión deforma las bolas a una forma similar a un proyectil .22 Long Rifle. Estos fragmentos son letales hasta 50 m, moderadamente efectivos hasta 100 m y pueden llegar hasta 250 m distancia.

### Sistema de activación
La mina M18A1 Claymore es usada típicamente en uno de los tres modos de activación siguientes: controlado, no controlado o retardado.
- Modo controlado (detonación activada por control remoto)

- Modo no controlado (detonación activada por el objetivo)

El disparo no controlado es consumado cuando la mina es instalada de tal manera que el enemigo inconscientemente cause la activación de la mina. Las minas empleadas de esta manera deben ser colocadas como minas terrestres. Hay numerosos mecanismos que pueden causar la activación de la M18A1 en modo no controlado: el M142 Multipurpose Firing Device (Dispositivo de Disparo Multipropósito), el M5 Pressure Release Device (Dispositivo de Accionamiento por Presión), alambres trampa, golpeadores, sensores infrarrojos, sensores acústicos, sensores de vibración... Este sistema de activación ha sido prohibido por leyes internacionales como el Convenio de Ginebra.
- Modo retardado (detonación activada por cuenta atrás)

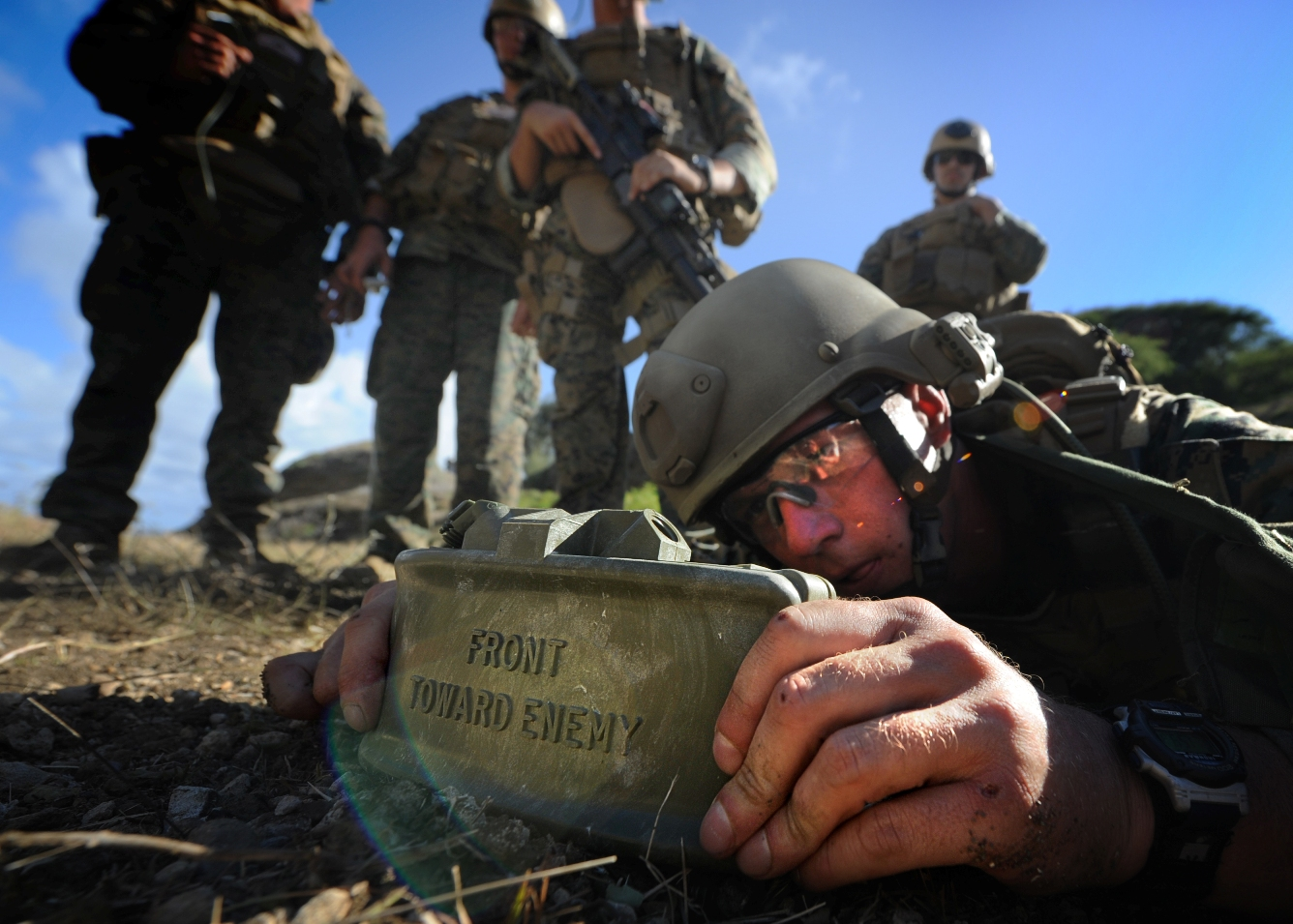
Un militar coloca una M18 Claymore en un campo de pruebas.

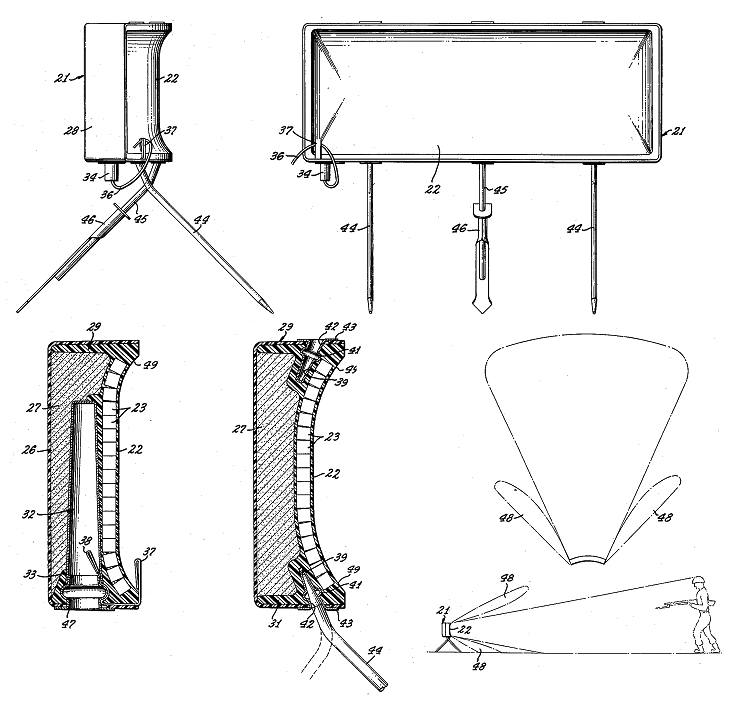
Diseño original de la mina, patentado por Norman MacLeod en 1956.
El primer modelo de mina Claymore producido, el M18, era detonada por cable.